# مارتن توماس (لاعب كرة قدم)
مارتن توماس (بالإنجليزية: Martin Thomas)‏ (12 سبتمبر 1973 في المملكة المتحدة - ) هو لاعب كرة قدم بريطاني في مركز الوسط. لعب مع أكسفورد يونايتد وبرايتون أند هوف ألبيون وسوانزي سيتي ونادي إكزتر سيتي ونادي ساوثهامبتون ونادي فولهام ونادي ليتون أورينت وEastleigh F.C. ‏ وWinchester City F.C. ‏.

## وصلات خارجية
- مارتن توماس على موقع قاعدة بيانات كرة القدم.إي يو (الإنجليزية)
- مارتن توماس على موقع Soccerbase.com (لاعب) (الإنجليزية)